# Sozwiezdije
Koncern Sozwiezdije (ros. Концерн «Созвездие») – rosyjskie przedsiębiorstwo z branży radioelektronicznej, specjalizujące się w opracowywaniu i produkcji systemów i sprzętu łączności dla Sił Zbrojnych Federacji Rosyjskiej, a także produktów podwójnego zastosowania i produktów cywilnych. Jest częścią zjednoczonego holdingu Roselektronika należącego do korporacji państwowej Rostech.

## Historia
1 maja 1958 r. powstał Woroneski Naukowo-Doświadczalny Instytut Łączności, który stał się głównym przedsiębiorstwem przemysłu radiokomunikacyjnego w ZSRR. Prace prowadzone w tym instytucie zaowocowały prowadzeniem systemu łączności radiowej Ałtaj. W kolejnych latach opracowano również system Transport i kilkadziesiąt modyfikacji istniejących systemów. Zakłady produkcyjne Instytutu wyprodukowały 1,5 mln radiotelefonów. W kolejnych latach instytut zajmował się opracowaniem łączności odpornej na systemy zakłócania wykorzystywane na polu walki. Stworzono również zautomatyzowane systemy łączności m.in. na potrzeby radzieckich strategicznych sił rakietowych.
29 lipca 2004 r. na mocy dekretu prezydenta Rosji, na bazie woronoskiego instytutu, została stworzona spółka akcyjna Koncern Sozwiezdije, która zajmuje się opracowywaniem i produkcją systemów sterowania i łączności, sprzętu walki elektronicznej i sprzętu specjalnego dla sił zbrojnych Federacji Rosyjskiej i sił specjalnych, a także sprzętu łączności dla sektora cywilnego. Działa w obszarze woronoskiego klastra elektronicznego „Konstelacje”, w skład którego wchodzą firmy Elektrosignał (ros. АО «Электросигнал») i Woroneskie Centralne Biuro Projektowe „Polus” (ros. АО «Воронежское ЦКБ “Полюс”»). Oficjalna rejestracja spółki nastąpiła 19 października 2005  r.
W 2014 r. koncern został włączony do państwowej korporacji Rostech. Od 2016 r. dysponuje własnym zakładem produkcyjnym. Od 2017 r. Sozwiezdije stało się wiodącą firmą holdingu Roselektronika.
Struktura koncernu Sozwezije obejmuje 20 przedsiębiorstw z 10 regionów Rosji, zatrudniających łącznie ponad 18 tys. osób. Kapitał zakładowy koncernu wynosi 16,6 miliarda rubli. W 2020 roku koncern wygenerował przychody na poziomie 43,29 mld rubli.
Obecnie działania koncernu są ukierunkowane na trzy obszary produkcyjne:
- produkcja na rzecz wojska,
- produkcja o charakterze podwójnego zastosowania oraz profesjonalne systemy komunikacji i kontroli,
- produkcja na rzecz sektora cywilnego.

## Ordery i odznaczenia
Za swe dokonania Sozwiezdije otrzymało odznaczenia:
- Order Czerwonego Sztandaru Pracy